# Kuraokami
Kuraokami (jap. クラオカミ; Kojiki: 闇淤加美〔神〕, Nihonshoki: 闇龗〔神〕, auch: Kura-okami-no-kami; Karl Florenz vermutet als treffende Übersetzung „dunkler großer Gott“ oder „Großer Gott der Talschluchten“) ist in der Mythologie des Shintō einer der Kami, die aus dem Blut geboren wurden, das vom Schwert des Izanagi auf den Boden tropfte, nachdem dieser damit seinen Sohn, den Feuer-Kami Kagutsuchi aus Zorn darüber, dass dieser bei seiner Geburt seine Mutter und Izanagis Schwester sowie Frau Izanami tödlich verbrannt hatte, erschlagen hatte.
Seine Tochter, Hi-kaha-hime (日河比売), wurde später die Frau von Fuha-no-moji-ku-nu-su-nu (布波能母遅久奴須奴神), Sohn von Kono-hana-chiru-hime (Tochter des Ō-yama-tsu-mi) und Ya-shima-ji-nu-mi (Sohn von Kushi-nada-hime und Susanoo). Sie begründeten zusammen die Erblinie, die schließlich zur Geburt von Hime-tatara-isuke-yori-hime führte, die mit Jimmu zusammen das Geschlecht der Tennō begründete.
Wie schon im Man’yōshū ausgeführt, kommt Kuraokami neben Takaokami die Funktion eines Regen-Kamis zu. Er ist der „große Regenmacher auf den Höhen“ bzw. der „dunkle Regen-Gott“, der auch für den Schneefall verantwortlich ist.
Hauptsächliche Shintō-Schreine für Kuraokami sind der Nibukawakami-Schrein im Landkreis Yoshino der Präfektur Nara sowie hunderte von Kifune-Schreinen. Im ursprünglichen Kifune-jinja-no-honsha in Kyōto war der Name des Hauptkamis bis zum Zweiten Weltkrieg Kura-okami-no-kami, wurde dann aber später in Taka-okami-no-kami geändert.